# خانه عروسک‌ها
خانه عروسک‌ها یک مجموعه تلویزیونی، در ژانر کودک محصول سال ۱۳۶۰–۱۳۵۸ به کارگردانی، نویسندگی و تهیه‌کنندگی جمشید عظیمی‌نژاد می‌باشد که هر پنجشنبه از شبکه یک تلویزیون ایران پخش می‌شد و در زمان خود، برنامه پرمخاطبی محسوب می‌شد. آریا عظیمی‌نژاد و خواهرش پوپک، ایفاگران اصلی نقش در این سریال بودند.
«خانه عروسک‌ها» داستان زندگی اکبر آقا نمایشی بود که با دختر و پسرش زندگی می‌کرد. او کوچه ای به نام خودش ساخته بود که خانه عروسک‌ها در آن قرار داشت. آریا و پوپک در این مجموعه در نقش و با نام واقعی خودشان بازی می‌کردند. سری نخست این مجموعه سال ۱۳۵۸ ضبط و پخش شد و ادامه‌اش در سال ۱۳۵۹ بعد از شروع جنگ روی آنتن رفت.

## بازیگران
- آریا عظیمی‌نژاد
- پوپک عظیمی‌نژاد
- جمشید عظیمی‌نژاد
- محمود بهزادپور
- منیره بهزادپور
- میترا صاحبی